# Eleccions legislatives belgues de 1987
Les Eleccions legislatives belgues de 1987 es van celebrar el 24 de novembre de 1987 per a renovar els 212 membres de la Cambra de Representants i els 106 del Senat. Es formà un govern de coalició presidit pel socialcristià Wilfried Martens.

## Antecedents
La coalició encapçalada per Wilfried Martens i composta per Partit Cristià Popular flamenc (CVP), Partij voor Vrijheid en Vooruitgang (PVV), Parti Réformateur Libéral (PRL) i el Partit Social Cristià való (PSC) es renovà després de les eleccions legislatives belgues de 1985. Després de l'afer José Happart a Voeren, el primer ministre va presentar la dimissió el 14 d'octubre de 1986. La crisi es va evitar amb el sacrifici de Charles-Ferdinand Nothomb (PSC) però la qüestió no es va resoldre i finalment va conduir a la dimissió del govern un any després, el 21 d'octubre de 1987, i el govern va ser nomenat de nou amb poders limitats amb vista a noves eleccions i una reforma de la constitució de Bèlgica.

## Resultats a la Cambra de Representants
|            | Christelijke Volkspartij                        | 1.195.365 |  | 19,5    |  | 42  |  |
|            | Parti Socialiste                                | 961.361   |  | 15,6    |  | 40  |  |
|            | Socialistische Partij                           | 915.432   |  | 14,9    |  | 32  |  |
|            | Partij voor Vrijheid en Vooruitgang             | 709.758   |  | 11,5    |  | 25  |  |
|            | Parti Réformateur Libéral                       | 577.959   |  | 9,4     |  | 23  |  |
|            | Volksunie                                       | 495.120   |  | 8,1     |  | 16  |  |
|            | Partit Social Cristià                           | 491.908   |  | 8,0     |  | 19  |  |
|            | Agalev                                          | 275.437   |  | 4,5     |  | 6   |  |
|            | Ecolo                                           | 157.988   |  | 2,6     |  | 3   |  |
|            | Vlaams Blok                                     | 116.534   |  | 1,9     |  | 2   |  |
|            | Front Democràtic dels Francòfons de Brussel·les | 71.338    |  | 1,2     |  | 3   |  |
|            | Partit Comunista de Bèlgica                     | 51.046    |  | 0,8     |  |     |  |
|            | Partit dels Treballadors de Bèlgica             | 45.218    |  | 0,7     |  |     |  |
|            | Rassemblement Wallon                            | 12.391    |  | 0,2     |  |     |  |
|            | Front National                                  | 7.596     |  | 0,1     |  |     |  |
| Total      | Total                                           | 6,145,207 |  | 100,00% |  | 212 |  |
| Font: IBZ. |                                                 |           |  |         |  |     |  |

## Resultats al Senat
| Partits | Partits                                         | Senat     | Senat | Senat   | Senat | Senat  | Senat |
| Partits | Partits                                         | Vots      | +/-   | %       | +/-   | Escons | +/-   |
| ------- | ----------------------------------------------- | --------- | ----- | ------- | ----- | ------ | ----- |
|         | Christelijke Volkspartij                        | 1.169.337 |       | 19,2    |       | 22     |       |
|         | Parti Socialiste                                | 958.686   |       | 15,7    |       | 20     |       |
|         | Socialistische Partij                           | 896.924   |       | 14,7    |       | 17     |       |
|         | Partij voor Vrijheid en Vooruitgang             | 686.440   |       | 11,3    |       | 11     |       |
|         | Parti Réformateur Libéral                       | 564.367   |       | 9,3     |       | 12     |       |
|         | Volksunie                                       | 494.410   |       | 8,1     |       | 10     |       |
|         | Partit Social Cristià                           | 474.370   |       | 7,8     |       | 8      |       |
|         | Agalev                                          | 299.049   |       | 4,9     |       | 3      |       |
|         | Ecolo                                           | 168.491   |       | 2,8     |       | 2      |       |
|         | Vlaams Blok                                     | 122.953   |       | 2,0     |       | 1      |       |
|         | Front Democràtic dels Francòfons de Brussel·les | 77.512    |       | 1,3     |       | 1      |       |
|         | Partit Comunista de Bèlgica                     | 52.318    |       | 0,9     |       |        |       |
|         | Partit dels Treballadors de Bèlgica             | 43.386    |       | 0,7     |       |        |       |
|         | Rassemblement Wallon                            | 14.333    |       | 0,2     |       |        |       |
| Total   | Total                                           | 6.092.168 |       | 100,00% |       | 106    |       |